# Вишневский, Кирилл Дмитриевич
Кири́лл Дми́триевич Вишне́вский (18 апреля 1923, Пенза — 29 мая 2014) — советский и российский литературовед, доктор филологических наук (1975), профессор (1977).

## Биография
Участник Великой Отечественной войны. Награждён тремя орденами и 11 медалями..
Окончил Пензенский государственный педагогический институт им. В. Г. Белинского (1951) и аспирантуру МГПИ им. В. И. Ленина, в 1954 году защитил кандидатскую диссертацию «„Петербургские повести“ Н. В. Гоголя».
С 1954 года — старший преподаватель, с 1960 года — доцент Пензенского педагогического института; в 1957—1967 годах — заведующий кафедрой литературы. Член редколлегии альманаха «Земля родная» (1957—1964), член Союза журналистов СССР (1966). Доктор филологических наук (1975, диссертация «Русский стих XVIII — первой половины XIX вв.: проблемы истории и теории»), профессор (1977). Был председателем пензенского отделения Советского фонда культуры (1988—1990). С 1989 года — профессор кафедры мировой и отечественной культуры ПГПУ. Главный редактор «Пензенской энциклопедии», действительный член Международной академии информатизации (1993).
Область научных интересов — история и теория стихосложения (работы цитировались многими русскими и зарубежными учёными).

## Награды и звания
- Почётный работник высшего образования РФ (1998);
- Почётный профессор ПГПУ (1998);
- Почётный знак «Во славу земли Пензенской» (2003);
- Памятный знак «За заслуги в развитии города Пензы» (2008)[2];
- Звание «Иннокентиевский учитель» (2008) (с нагрудным знаком).

## Сочинения
- Русский стих 18 — перв. пол. 19 в.: Проблемы теории и истории: Докт. дисс. 1975.
- М. Ю. Лермонтов. — Пенза, 1958.
- Вишневский К. Д. Строфика Лермонтова // Творчество М. Ю. Лермонтова: Сб. статей, посвящ. 150-летию со дня рождения М. Ю. Лермонтова / Пенз. пед. ин-т. — Пенза, 1965. — С. 3—131.
- Русская метрика 18 в. — Пенза, 1972.
- Закон ритмического соответствия // Проблемы стиховедения. — Ереван, 1976.
- Архитектоника русского стиха // Исследования по теории стиха. — Л., 1978.
- Мир глазами поэта: Начальные сведения по теории стиха / К. Д. Вишневский. — М.: Просвещение, 1979. — 176 с. — 100 000 экз. (в пер.)
- Стих Лермонтова // Лермонтовская энциклопедия / АН СССР. Ин-т рус. лит. (Пушкинск. Дом) ; науч.-ред. совет изд-ва «Советская энциклопедия» ; гл. ред. В. А. Мануйлов ; редкол.: И. Л. Андроников … [и др.]. — М. : Сов. энцикл., 1981. — 746 с.
- Поэма Маяковского «Хорошо!»: Комментарий / К. Д. Вишневский. — М.: Просвещение, 1987. — 208 с. — 100 000 экз. (в пер.)
- Закон ритмического соответствия. — Оксфорд (Великобритания, англ. яз.), 1980.
- Разнообразие форм русского сонета. — Колумбус (Огайо, США), 1989.
- Риторика. — Пенза, 1998.
- Значение слов культурного обихода прошлых лет. — Пенза, 2008.